# Lago di Akdoğan
Il lago di Akdoğan (in turco: Akdoğan Gölü, anche chiamato lago di Hamurpet) è un lago vulcanico di acqua dolce situato all'interno dei confini del distretto di Varto della provincia di Muş.

## Geografia

Mappa della regione

Il bacino è formato da due laghi molto vicini tra loro con il nome di Büyük Hamurpet Gölü ("Grande lago di Hamurpet") e Küçük Hamurpet Gölü ("Piccolo lago di Hamurpet"). 
Il Büyük Hamurpet Gölü è situato a 2.149 m sul livello del mare, ed ha 21 metri di profondità. Il lago, che ha una superficie di 10,88 km², è alimentato con acqua sorgiva e neve sciolta. Le acque del Büyük Hamurpet Gölü, il cui livello non cambia molto durante l'anno, ghiacciano in inverno. Il lago scarica l'acqua in eccesso nel fiume Iskender. Il lago, la cui superficie ghiacciata invernale è spessa fino a 40 cm, permettendo il pattinaggio su ghiaccio, è ricco di pesci. Nel lago ci sono parecchie carpe, e vi si trovano oche, anatre, lucci e castori.
Il Küçük Hamurpet Gölü si trova a sud del Büyük Hamurpet Gölü, a 300 m da quest'ultimo. Il lago ha forma circolare, con una superficie di 1,49 km² e giace a un'altezza di 2.173 m s.l.m.. Questo lago, che si trova al di sopra dell'altro, è in comunicazione subacquea con il Büyük Hamurpet Gölü, scaricandovi le sue acque. I due laghi sono tra le zone umide protette della provincia di Muş.